# Staple Entertainment
Staple Entertainment Co., Ltd. (株式会社ステイプルエンタテインメント Kabushiki-gaisha Suteipuru Entateinmento?), es un estudio de animación japonés fundado en 2020.

## Historia
Staple Entertainment se fundó en febrero de 2020. Durante los dos primeros años de existencia de la compañía, el estudio trabajó únicamente como un estudio de subcontratación, proporcionando principalmente servicios de animación intermedios y de segunda clave. En 2022, el estudio produjo su primer trabajo como animador principal, la adaptación a serie web anime del manga para adultos 3-byō Ato, Yajū.: Gōkon de Sumi ni Ita Kare wa Midara na Nikushoku Deshita.

## Obras

### Series de televisión
| Año  | Título                              | Director      | Fecha de primera transmisión | Fecha de última transmisión | Eps. | Notas                                                                                        | Refs.               |
| ---- | ----------------------------------- | ------------- | ---------------------------- | --------------------------- | ---- | -------------------------------------------------------------------------------------------- | ------------------- |
| 2022 | Kinsō no Vermeil                    | Takashi Naoya | 5 de julio de 2022           | 20 de septiembre de 2022    | 12   | Adaptación del manga escrito por Kōta Amana e ilustrado por Yōko Umezu.                      | [ 4 ] [ 5 ] [ 6 ]   |
| 2023 | Jitsu wa Ore, Saikyō deshita?       | Takashi Naoya | 2 de julio de 2023           | 1 de octubre de 2023        | 12   | Adaptación de las novelas ligeras por Sai Sumimori e ilustradas por Ai Takahashi.            | [ 7 ] [ 8 ]         |
| 2024 | Kekkon Yubiwa Monogatari            | Takashi Naoya | 6 de enero de 2024           | 23 de marzo de 2024         | 12   | Adaptación del manga escrito e ilustrado por Maybe.                                          | [ 9 ] [ 10 ] [ 11 ] |
| 2025 | Übel Blatt                          | Takashi Naoya | 11 de enero de 2025          | 29 de marzo de 2025         | 12   | Adaptación del manga escrito e ilustrado por Etorōji Shiono. Coproducción junto a Satelight. | [ 12 ] [ 13 ]       |
| 2025 | Watari-kun no xx ga Hōkai Sunzen    | Takashi Naoya | 5 de julio de 2025           | —                           | —    | Adaptación del manga escrito e ilustrado por Naru Narumi.                                    | [ 14 ] [ 15 ]       |
| —    | Kekkon Yubiwa Monogatari 2nd Season | Takashi Naoya | —                            | —                           | —    | Secuela de Kekkon Yubiwa Monogatari.                                                         | [ 16 ] [ 17 ]       |

### ONAs
| Año  | Título                                                                     | Director     | Fecha de primera transmisión | Fecha de última transmisión | Eps. | Notas                                                    | Refs.  |
| ---- | -------------------------------------------------------------------------- | ------------ | ---------------------------- | --------------------------- | ---- | -------------------------------------------------------- | ------ |
| 2022 | 3-byō Ato, Yajū.: Gōkon de Sumi ni Ita Kare wa Midara na Nikushoku Deshita | Ryō Nakamura | 14 de marzo de 2022          | 6 de junio de 2022          | 8    | Adaptación del manga escrito e ilustrado por Coa Momose. | [ 18 ] |

### Como colaborador
- Gleipnir (producción principal: Pine Jam; Animación intermedia (eps. 7, 13), 2020)[19]
- Shingeki no Kyojin: The Final Season Part 1 (producción principal: MAPPA; Animación intermedia (ep. 11), 2020)[20]
- Mushoku Tensei: Isekai Ittara Honki Dasu (producción principal: Studio Bind; Asistencia de producción (ep. 4), 2021)[21]
- Tensei shitara Slime Datta Ken 2nd Season Part 2 (producción principal: 8-Bit; Animación intermedia (ep. 40), Asistencia de producción (ep. 40), 2021)[22]
- Aharen-san wa Hakarenai (producción principal: Felix Film; Animación intermedia (ep. 2), 2022)[23]
- Gaikotsu Kishi-sama, Tadaima Isekai e Odekakechuu (producción principal: Studio Kai, HORNETS; Animación intermedia, 2022)[24]